# Eurydice racovitzai
Eurydice racovitzai là một loài chân đều trong họ Cirolanidae. Loài này được Bacescu miêu tả khoa học năm 1949.